# Лущиха (Витебский район)
Лущиха (бел. Лушчы́ха) — деревня в Витебском районе Витебской области Республики Беларусь. В составе Мазоловского сельсовета.

## География
Деревня находится в 10 км на северо-восток от Витебска. Растянута вдоль правого берега Западной Двины. Параллельно реке (на расстоянии 400 м от берега) проходит автодорога Н2301 (Руба — Тарасенки — граница РФ).
300 м ниже по течению затопленный доломитовый карьер Тяково, 1,5 км от Лущихи находится Музей-усадьба И. Е. Репина «Здравнёво». В 1 км выше по течению начинается Куринский сельсовет.
На противоположном берегу реки располагается деревня Железняки Бабиничского сельсовета.

## История
В 1785 году деревня Лущихи входила в состав имения «Койтово», центром которого было сельцо Койтово. Также в имение входили деревни: Загуя, Дровнева, Тякова, Авсюкова, Шалыги, Лыски(?), Плешкова.
Всего в имении 38 дворов, по ревизии мужеска пола душ 127, женщин 160. Под усадьбой 26 десятин земли. Всего земли 1964 десятин. Владение Титулярного Советника Тадеуша Адамова сына Анацкевича (Ананкевича?).

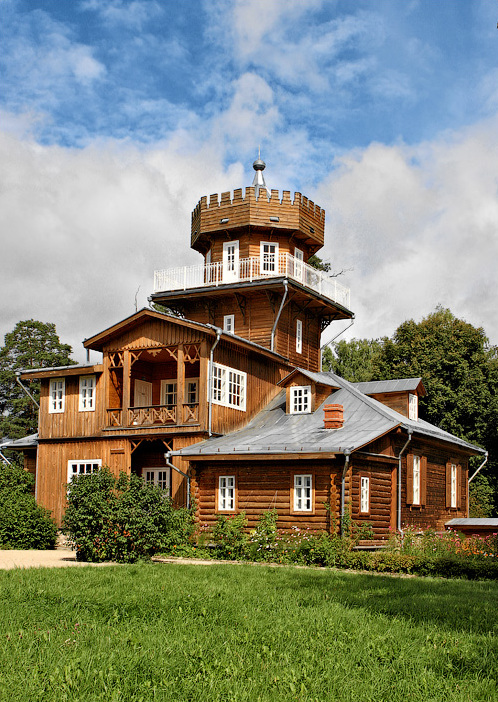
Музей-усадьба И. Е. Репина «Здравнёво»

В мае 1892 года имение «Софиевка» («Малое Койтово»?) 108 десят. земли, купил художник Илья Репин. На месте, где раньше была деревня Дровнево, он построил усадьбу Здровнево занимался благоустройством территории. После 1902 года Репин и его семья перестали приезжать на лето в своё имение. 
В 1905 году деревня Лущиха Верховской волости Витебского уезда входила в Койтовское сельское общество. 99 десят. удобной земли, 9 десят. неудобной. 15 дворов, 51 мужчин, 11(41?) женщина. Имелась мельница.
После присоединения к БССР в 1924 году деревня в составе Николаевского сельсовета Северо-Витебского района Витебского округа, с 26 марта 1927 года в образованном Витебском районе.
15 февраля 1931 года Витебский район был упразднён, Николаевский сельсовет перешел в Городокский район. 5 декабря 1931 года сельсовет в подчинение Витебского горсовета.
С 27 июля 1937 года Николаевский сельсовет в составе восстановленного Витебского района БССР, с 20 февраля — Витебской области.
В 1930 году образован колхоз «Волна». С 1940 года в колхозе имени Ленина.
В 1941 году в Лущихе был 41 двор и 166 жителей.
Во время войны в деревне погибло 12 человек.
На фронте погибло 18 человек, в партизанах 2 человека.
22 декабря 1960 года территория Николаевского сельсовета вошла в состав новообразованного Мазоловского сельсовета.
По переписи населения 2009 года в Лущихе проживало 8 человек.
На 2014 год 4 двора 4 жителя, из них 3 трудоспособного возраста, 1 старше.
На 2018 год в деревне 4 домохозяйства, 4 жителя.

## Население
- 1941 год — 41 двор, 166 жителей
- 2009 год — 8 жителей (перепись населения)
- 2014 год — 4 домохозяйства, 4 жителя
- 2018 год — 4 домохозяйства, 4 жителя

## Доломитовый карьер Тяково
В 1958 году в результате проведенных поисково-разведочных работ на правобережье реки Западная Двина был выявлен участок «Тяково-Койтово».
В 300 м от Лущихи в 1967 — 1978 годах разрабатывался большой доломитовый карьер.
В настоящее время этот участок месторождения находится в зоне охраняемых государством памятников истории и культуры и законсервирован.

## Достопримечательности
- Музей-усадьба И. Е. Репина «Здравнёво» —  Историко-культурная ценность Республики Беларусь, шифр 213Д000281.
- Законсервированный доломитовый карьер Тяково.